# Bulgarischer Fußballpokal 2003/04
Der Bulgarischer Fußballpokal 2003/04 war die 64. Austragung des Pokalwettbewerbs im Fußball in Bulgarien. Pokalsieger wurde Litex Lowetsch. Das Team setzte sich im Finale gegen ZSKA Sofia im Elfmeterschießen durch. Durch den Sieg qualifizierte sich Litex für den UEFA-Pokal 2004/05.

## Modus
In der 1. Runde und im Finale wurden die Begegnungen in einem Spiel entschieden. Bei unentschiedenem Ausgang gab es eine Verlängerung von zweimal 15 Minuten und gegebenenfalls ein Elfmeterschießen.
Von der 2. Runde bis zum Halbfinale wurde der Sieger in Hin- und Rückspiel ermittelt. Bei Torgleichheit entschied zunächst die Anzahl der auswärts erzielten Tore, danach eine Verlängerung und falls erforderlich ein Elfmeterschießen.

## Teilnehmer
| A Grupa (16) | B Grupa (14) | W Grupa (16) | Regionalliga (2)                              |
| --- | --- | --- | --------------------------------------------- |
| - Belasiza Petritsch - Botew Plowdiw - Lewski Sofia - Litex Lowetsch - Lokomotive Plowdiw - Lokomotive Sofia - Makedonska Slawa Simitli - Marek Dupniza - PFC Naftex Burgas - Rodopa Smoljan - Slawia Sofia - Spartak Warna - Tscherno More Warna - FC Tschernomorez Burgas - Widima-Rakowski Sewliewo - ZSKA Sofia | - Akademik Swischtow - Belite Orli Plewen - Beroe Stara Sagora - FC Conegliano German - PFC Dobrudscha Dobritsch - Etar Weliko Tarnowo - PFK Nessebar - Pirin Blagoewgrad - Rilski Sportist Samokow - FK Schumen 2001 - Septemwri Sofia - FK Spartak Plewen - Swetkawiza Targowischte - Wichren Sandanski | - Arkus Ljaskowez - FK Beloslaw - Benkowski Kostinbrod - FK Chaskowo - Dorostol Silistra - Jantra Gabrowo - FK Kameno - Ludogorez Rasgrad - Minjor Pernik - Orlowez Pobeda - FK Rasowo - OFK Sliwen 2000 - Sokol Markowo - Spartak Plowdiw - FK Tschepinez Welingrad - Wichar-Wladislaw Warna | - Pirinski Minjor Breschani - Sokol Trastenik |

## 1. Runde
Teilnehmer: 2 Viertligisten, 16 Drittligisten und die 14 Zweitligisten.
| Datum      |                                | Ergebnis              |                               |
| ---------- | ------------------------------ | --------------------- | ----------------------------- |
| 21.10.2003 | FK Tschepinez Welingrad (III)  | 1:0                   | FK Schumen 2001 (II)          |
| 21.10.2003 | Spartak Plowdiw (III)          | 2:1                   | FK Spartak Plewen (II)        |
| 21.10.2003 | Benkowski Kostinbrod (III)     | 1:0                   | FC Conegliano German (II)     |
| 21.10.2003 | FK Beloslaw (III)              | 0:2                   | Swetkawiza Targowischte (II)  |
| 21.10.2003 | Sokol Trastenik (IV)           | 1:4                   | PFC Dobrudscha Dobritsch (II) |
| 21.10.2003 | Orlowez Pobeda (III)           | 3:2                   | Wichar-Wladislaw Warna (III)  |
| 21.10.2003 | OFK Sliwen 2000 (III)          | 4:2 n. V.             | Rilski Sportist Samokow (II)  |
| 21.10.2003 | Arkus Ljaskowez (III)          | 0:3                   | Beroe Stara Sagora (II)       |
| 21.10.2003 | Jantra Gabrowo (III)           | 1:2                   | Septemwri Sofia (II)          |
| 21.10.2003 | Minjor Pernik (III)            | 2:2 n. V. (2:4 i. E.) | Belite Orli Plewen (II)       |
| 21.10.2003 | Dorostol Silistra (III)        | 1:0                   | PFK Nessebar (II)             |
| 21.10.2003 | Ludogorez Rasgrad (III)        | 0:0 n. V. (2:4 i. E.) | Akademik Swischtow (II)       |
| 21.10.2003 | FK Kameno (III)                | 0:0 n. V. (5:4 i. E.) | Etar Weliko Tarnowo (II)      |
| 21.10.2003 | Pirinski Minjor Breschani (IV) | 0:4                   | Wichren Sandanski (II)        |
| 21.10.2003 | FK Rasowo (III)                | 2:3                   | Pirin Blagoewgrad (II)        |
| 21.10.2003 | FK Chaskowo (III)              | 1 3:0 1               | Sokol Markowo (III)           |

## 2. Runde
Teilnehmer: Die 18 Sieger der 1. Runde und die 14 Erstligisten.
| Datum             |                               | Gesamt |                              | Hinspiel | Rückspiel |
| ----------------- | ----------------------------- | ------ | ---------------------------- | -------- | --------- |
| 28.10./12.11.2003 | FK Tschepinez Welingrad (III) | 0:8    | Lokomotive Plowdiw (I)       | 0:5      | 0:3       |
| 28.10./12.11.2003 | Belite Orli Plewen (II)       | 0:5    | Botew Plowdiw (I)            | 0:2      | 0:3       |
| 28.10./12.11.2003 | Dorostol Silistra (III)       | 1:4    | Rodopa Smoljan (I)           | 1:1      | 0:3       |
| 28.10./12.11.2003 | Pirin Blagoewgrad (II)        | 0:2    | ZSKA Sofia (I)               | 0:0      | 0:2       |
| 28.10./12.11.2003 | Benkowski Kostinbrod (III)    | 2:7    | Tscherno More Warna (I)      | 1:4      | 1:3       |
| 28.10./12.11.2003 | PFC Dobrudscha Dobritsch (II) | 3:5    | Marek Dupniza (I)            | 2:1      | 1:4 n. V. |
| 28.10./12.11.2003 | FK Kameno (III)               | 0:2    | Widima-Rakowski Sewliewo (I) | 0:1      | 0:1       |
| 28.10./12.11.2003 | Litex Lowetsch (I)            | 6:2    | Swetkawiza Targowischte (II) | 3:0      | 3:2       |
| 28.10./12.11.2003 | Akademik Swischtow (II)       | 0:2    | Makedonska Slawa Simitli (I) | 0:1      | 0:1       |
| 28.10./12.11.2003 | Orlowez Pobeda (III)          | 00:11  | Slawia Sofia (I)             | 0:5      | 0:6       |
| 28.10./12.11.2003 | FK Chaskowo (III)             | 0:5    | Spartak Warna (I)            | 0:2      | 0:3       |
| 28.10./12.11.2003 | Septemwri Sofia (II)          | 0:6    | FC Tschernomorez Burgas (I)  | 1 0:3 1  | 00:3 1    |
| 28.10./12.11.2003 | Spartak Plowdiw (III)         | 0:3    | Belasiza Petritsch (I)       | 0:1      | 0:2       |
| 28.10./12.11.2003 | OFK Sliwen 2000 (III)         | 0:5    | Lokomotive Sofia (I)         | 0:1      | 0:3       |
| 28.10./12.11.2003 | PFC Naftex Burgas (I)         | 4:0    | Beroe Stara Sagora (I)       | 2:0      | 2:0       |
| 28.10./13.11.2003 | Wichren Sandanski (II)        | 1:4    | Lewski Sofia (I)             | 0:0      | 1:4       |

## Achtelfinale
| Datum             |                         | Gesamt |                              | Hinspiel | Rückspiel |
| ----------------- | ----------------------- | ------ | ---------------------------- | -------- | --------- |
| 26.11./03.12.2003 | Litex Lowetsch (I)      | 6:1    | Slawia Sofia (I)             | 5:0      | 1:1       |
| 26.11./03.12.2003 | PFC Naftex Burgas (I)   | 2:1    | Makedonska Slawa Simitli (I) | 2:0      | 0:1       |
| 26.11./03.12.2003 | Tscherno More Warna (I) | 3:4    | Rodopa Smoljan (I)           | 2:0      | 1:4       |
| 26.11./03.12.2003 | Belasiza Petritsch (I)  | 2:3    | Widima-Rakowski Sewliewo (I) | 2:0      | 0:3       |
| 26.11./03.12.2003 | Lokomotive Plowdiw (I)  | 3:1    | FC Tschernomorez Burgas (I)  | 2:0      | 1:1       |
| 26.11./03.12.2003 | Lokomotive Sofia (I)    | 3:0    | Spartak Warna (I)            | 3:0      | 0:0       |
| 26.11./03.12.2003 | ZSKA Sofia (I)          | 7:1    | Botew Plowdiw (I)            | 5:0      | 2:1       |
| 03.12./10.12.2003 | Marek Dupniza (I)       | 3:6    | Lewski Sofia (I)             | 2:2      | 1:4       |

## Viertelfinale
| Datum             |                              | Gesamt |                        | Hinspiel | Rückspiel |
| ----------------- | ---------------------------- | ------ | ---------------------- | -------- | --------- |
| 13.12./17.12.2003 | ZSKA Sofia (I)               | 6:1    | Rodopa Smoljan (I)     | 6:0      | 0:1       |
| 13.12./17.12.2003 | Widima-Rakowski Sewliewo (I) | 1:3    | Lokomotive Sofia (I)   | 0:0      | 1:3       |
| 14.12./18.12.2003 | Lewski Sofia (I)             | 1:4    | Lokomotive Plowdiw (I) | 1:1      | 0:3       |
| 10.02./17.03.2004 | PFC Naftex Burgas (I)        | 1:2    | Litex Lowetsch (I)     | 1:0      | 0:2       |

## Halbfinale
| Datum             |                      | Gesamt |                        | Hinspiel | Rückspiel |
| ----------------- | -------------------- | ------ | ---------------------- | -------- | --------- |
| 07.05./21.05.2004 | Litex Lowetsch (I)   | 2:1    | Lokomotive Plowdiw (I) | 1:0      | 1:1       |
| 07.05./21.05.2004 | Lokomotive Sofia (I) | 0:5    | ZSKA Sofia (I)         | 0:1      | 0:4       |

## Finale
| Paarung        | ZSKA Sofia – Litex Lowetsch |
| Ergebnis       | 2:2 n. V. (2:2, 0:1), 5:6 i. E. |
| Datum          | 12. Mai 2004 |
| Stadion        | Wassil-Lewski-Stadion, Sofia |
| Zuschauer      | 11.461 |
| Schiedsrichter | Christo Ristoskow |
| Tore           | 0:1 Schiwko Schelew (38.) 1:1 João Carlos (57.) 2:1 Emil Gargarow (72.) 2:2 Mourad Hdiouad (84.) Elfmeterschießen: 1:0 Swetoslaw Petrow 1:1 Eugen Trică 2:1 Welisar Dimitrow 2:2 Schiwko Schelew 3:2 Marcos Charras Nebojša Jelenković (gehalten) Todor Jantschew (gehalten) Nikolaj Dimitrow (gehalten) Stojan Kolew (gehalten) 3:3 Kostadin Dschambasow Stojko Sakaliew (gehalten) Stanislaw Batschew (gehalten) Ibrahima Gueye (gehalten) 3:4 Mourad Hdiouad |
| ZSKA Sofia     | Stojan Kolew – Jordan Todorow, João Carlos, Marcos Charras, Ibrahima Gueye – Todor Jantschew , Christo Janew (86. João Paulo Brito), Welisar Dimitrow, Emil Gargarow (96. Swetoslaw Petrow) – Jewgeni Jordanow, Kostadin Hasurow (63. Stojko Sakaliew) Cheftrainer: Ferario Spassow |
| Litex Lowetsch | Sdrawko Sdrawkow – Stanislaw Batschew, Schiwko Schelew, Zlatomir Zagorčić (68. Kostadin Dschambasow), Rosen Kirilow , Nebojša Jelenković, Tiago Silva, Paul Adado (46. Nikolaj Dimitrow), Mourad Hdiouad – Desislaw Russew (61. Angel Russew), Eugen Trică Cheftrainer: Ljupko Petrović ( Serbien und Montenegro) |
| Gelbe Karten   | Stojan Kolew, Marcos Charras, Ibrahima Gueye, Christo Janew – Rosen Kirilow, Desislaw Russew |
| Platzverweise  | keine – Tiago Silva (40.) |